# Rory McIlroy
Rory McIlroy (n. 4 mai 1989, Holywood⁠(d), Irlanda de Nord, Regatul Unit) este un jucător profesionist de golf din Irlanda de Nord care activează în PGA Tour. 
McIlroy este fost număr 1 mondial în clasamentul oficial, petrecând peste 100 de săptămâni în această poziție.
El a câștigat 4 turnee majore în carieră, fiind campion la: US Open 2011, PGA Championship 2012, Open Championship 2014 și PGA Championship 2014.  
În 2012, a devenit cel mai tânăr jucător care a atins câștiguri de 10 milioane de dolari în carieră în PGA Tour. Alături de Tiger Woods și Jack Nicklaus, el este unul dintre cei trei jucători care au câștigat patru turnee majore până la vârsta de 25 de ani.  